# Tyczki
Tyczki (biał. Тычкі; ros. Тычки) – wieś na Białorusi, w obwodzie witebskim, w rejonie miorskim, w sielsowiecie Powiacie.
Znajduje tu się przystanek kolejowy Idołta, położony na linii Woropajewo – Druja.

## Historia
W czasach zaborów wieś w gminie Druja, w powiecie dzisieńskim, w guberni wileńskiej Imperium Rosyjskiego. Pod koniec XIX wieku należała do dóbr Idołta, własność Miłoszów.
W latach 1921–1945 wieś a następnie zaścianek leżał w Polsce, w województwie wileńskim, w powiecie dziśnieńskim, od 1926 w powiecie brasławskim, w gminie Druja.
Według Powszechnego Spisu Ludności z 1921 roku zamieszkiwało tu 56 osób, 55 były wyznania rzymskokatolickiego, 1 prawosławnego. Jednocześnie wszyscy mieszkańcy zadeklarowali polską przynależność narodową. Było tu 10 budynków mieszkalnych. W 1931 w 12 domach zamieszkiwało 66 osób.
Wierni należeli do parafii rzymskokatolickiej i prawosławnej w Drui. Miejscowość podlegała pod Sąd Grodzki w Drui i Okręgowy w Wilnie; właściwy urząd pocztowy mieścił się w Drui.
W wyniku napaści ZSRR na Polskę we wrześniu 1939 miejscowość znalazła się pod okupacją sowiecką. 2 listopada została włączona do Białoruskiej SRR. Od czerwca 1941 roku pod okupacją niemiecką. W 1944 miejscowość została ponownie zajęta przez wojska sowieckie i włączona do Białoruskiej SRR.
Od 1991 w składzie niepodległej Białorusi.